# 조나 멘데즈
조나 멘데즈(Jonna Mendez, née Hiestand, 1945년 ~ )는 미국의 전직 기술 운영 책임자, 사진 운영 책임자, 중앙정보국(CIA) 변장 책임자이다.

## 생애 및 경력
조나 히스탠드(Jonna Hiestand)는 1945년 켄터키주 캠벨스빌에서 태어났다. 1963년에 캔자스주 위치토 (캔자스주)에서 고등학교를 졸업하고 위치토 주립 대학교에 진학했다. 졸업 후 그녀는 프랑크푸르트의 체이스 맨해튼 은행에서 근무했다. 1966년에 유럽의 CIA에 채용되어 그곳에서 경력을 시작했다.
CIA에서 멘데즈는 위장 생활을 하며 유럽, 극동, 아대륙 및 CIA 본부에서 복무했다. 1970년대에 그녀는 기술 서비스 부서에 입사하여 비밀 사진 촬영을 전문으로 해외에서 근무했다. 기술 운영 책임자로서 멘데즈는 또한 스파이 카메라 사용 및 이를 통해 수집된 정보 처리에 있어 CIA의 가장 높은 위치에 있는 외국 자산을 준비했다. 이 역할을 통해 그녀는 창의적인 사진 기술도 개발했다. 1982년에 그녀는 1년간의 리더십 개발 프로그램에 선정된 몇 안 되는 사람 중 한 명이었다. 프로그램이 완료되자 그녀는 몇 가지 임무 중 하나를 선택할 수 있게 되었고 남아시아와 동남아시아의 변장, 정체성 변형, 은밀한 이미징 분야의 종합 전문가가 되었다.
그녀는 1986년 변장을 위해 거부 지역 작전에 배치되었다. 이로 인해 그녀는 세계에서 가장 어렵고 적대적인 작전 지역으로 이동하게 되었다. 그곳에서 그녀와 그녀의 동료들은 모스크바의 KGB, 동독의 슈타지, 쿠바 DGI. 1988년에 그녀는 변장부 부국장으로 승진했고, 1991년에는 변장부장으로 승진했다. 변장 책임자로 재직하는 동안 그녀는 조지 H.W. 가면을 쓴 부시는 회의에서 변장술의 효율성을 보여주기 위해 마스크를 벗었다. 1993년에 그녀는 은퇴했고 CIA 표창 메달을 받았다.
조나 히스탄트 괴저는 방콕에 근무하던 중 미래의 두 번째 남편이자 CIA 장교이기도 한 토니 멘데즈를 만났다. 1990년 멘데스가 은퇴한 후, 이들은 1991년에 결혼했다. 이들은 함께 아들을 두었다.